# 방포국민학교 나치도분교
방포국민학교 나치도분교는 대한민국 충청남도 태안군 안면읍 승언리에 있었던 국민학교 분교이다.

## 연혁
- 일자미상 안면국민학교 나치도분교 설립 인가
- 1969년 5월 5일 나치도분교장 개교
- 1971년 4월 20일 방포국민학교 나치도분교 개편
- 1979년 3월 1일 폐교 및 방포국민학교 통폐합